# Rhysodesmus godmani
Rhysodesmus godmani är en mångfotingart som beskrevs av Pocock 1909. Rhysodesmus godmani ingår i släktet Rhysodesmus och familjen Xystodesmidae. Inga underarter finns listade i Catalogue of Life.